# Šahovski klub Sarajevo
Šahovski klub „Sarajevo“ najstariji je šahovski klub u Bosni i Hercegovini. Osnovan je 1904. godine. Preko 30 puta Klub je bio prvak Bosne i Hercegovine. U 1994. godini osvojio je naslov klupskog prvaka Europe u šahu u združenoj ekipi sa ŠK Bosna.
Više od 55 godina organizira međunarodne šahovske festivale, a u razdoblju od 1957. do 1972. godine organizirali su velemajstorske turnire visoke šahovske kategorije. ŠK „Sarajevo“ je bila prepoznatljiva širom Europe, a iz nje su stasali velemajstori Predrag Nikolić, Ivan Sokolov i Vesna Mišanović i brojni drugi šahovski majstori.

## Povijest

### Osnivanje
Inicijativa o osnivanju Šahovskog kluba u Sarajevu potekla je krajem 1903. godine kada je Zemaljska vlada za Bosnu i Hercegovinu, na zahtjev grupe građana svih nacionalnosti, obavijestila Zajedničko ministarstvo u Beču „o osnivanju šahovskog kluba u Sarajevu“. U izvještaju se navodi podatak da je u Klub upisano 55 članova ljubitelja šahovske igre i uz to 8 stalno prijavljenih gostiju. Društvo je u smislu postojećih propisa u svakom pogledu bilo pod nadzorom i upravljanjem vlasti. Statut Šahovskog kluba Sarajevo usvojen je i potvrđen od šefa Zemaljske vlade za Bosnu i Hercegovinu, 16. siječnja 1904. godine.
Dana 13. prosinca 1904. godine održan je šahovski turnir u Sarajevu i to u prostorijama Restauracije Friedrich gdje su se za tri počasne nagrade natjecali poznati sarajevski igrači: Bruncwik, Finzi, Kubović, Lehow, Marek, Passler i Schlesinger. Na konstitutivnoj skupštini Šahovskog kluba u Sarajevu 1904. godine u Predsjedništvo kluba izabrani su: za predsjednika Schlesinger Friedrich, potpredsjednika Schwarz J., zapisničara Krainc Cyril, blagajnika Kubović P., i drugi članovi Lehow, Booroslawski, Pascher i Koller. U 1908. godini za predsjednika Kluba je izabran Kozmutz Kornelius.

### Razdoblje poslije Prvog svjetskog rata
Poslije Prvog svjetskog rata Klub je obnovljen pod novim nazivom „Vidmar“ šahovski klub u Sarajevu i da je za predsjednik izabran prof. Ljudevit Astaloš. Klub je prema zapisniku skupštine nastavio rad prethodnog kluba, primio njegovo inventar i imovinu, a pravila su izmjenama usvojena i poslana na odobrenje Policijskoj direkciji u Sarajevu.
Kroz dokumenta se doznaje još jedno obnavljenje rada Sarajevskog šahovskog kluba 1934. godine. Za počasnog predsjednika izabran je prof. Ljudevit Astaloš, međunarodni majstor i član olimpijske reprezentacije prije Drugog svjetskog rata, za redovnog predsjednika kluba izabran je Konstantin Smigeljski, a za potpredsjednika Vasilije Dragičević. Pravila kluba prihvaćena na osnivačkoj skupštini poslana su na odobrenje nadležnoj vlasti tj. Kraljevskoj banskoj upravi drinske banovine – Sarajevo. Od te godine redovnu su održavana klupska prvenstva i druge šahovske priredbe. Zanimanje za šahovsku igru je naglo poraslo, pa se broj članova stalno povećavao.
Prvi ženski šahovski turnir u Bosni i Hercegovni odigran je 1937. godine u organizaciji ŠK „Sarajevo“, a oko tih godina počeli su i u šahovskom klubu prvi brzopotezni turniri. Nakon 1945. godine klub doživljava svoj najznačajniji razvoj kada je bio jedan od najuspješniji na prostorima Jugoslavije. Poslije Drugog svjetskog rata u organizaciji ŠK „Sarajevo“ gostovao je prvak svijeta Aleksandar Aljehin koji je odigrao dvije simultanke u hotelu Evropa.

### Razdoblje poslije Drugog svjetskog rata
Poslije Drugog svjetskog rata 1947. godine ŠK „Sarajevo“ kao prvak Bosne i Hercegovine igrao je polufinalni meč za prvenstvo Jugoslavije s ekipom „Mladost“ iz Zagreba u restoranu „Triglav“ u Sarajevu. Šahovski klub „Sarajevo“ je 1957. godine osvojio Drugu ligu Jugoslavije u Mariboru otkada je bio redovan član Prve lige Jugoslavije. Šahovski klub “Sarajevo” je bio stalni član Prve šahovske lige Jugoslavije. Najveći klupski uspjeh u bivšoj Jugoslaviji šahovski klub „Sarajevo“ je postigao osvajanjem Kupa Maršala Tita 1960. godine. Na natjecanju je sudjelovalo oko 8.800 timova, a šahovski klub „Sarajevo“ nastupio je u sastavu: Vlado Kozomara, Rajko Bogdanović, Muamer Osmanagić i Zdenko Grgić.
Svoju višestruku djelatnost šahovski klub Sarajevo je proširio i organiziranjem međunarodnih turnira. Sve je započelo 1957. godine. Uz sudjelovanje jugoslavenskih velemajstora (Trifunović, Puc, Minić…), te gostiju iz inozemstva, nastupili su i najbolji igrači Kozomara, Bogdanović, Smailbegović, Udžvarlić.
Sarajevski turnir se vrlo brzo afirmirao kao jedan od najznačajnih i slobodno se može reći, da je to bio prvi tradicionalni turnir u bivšoj Jugoslaviji, preteča mnogih drugih.
U 1980-tim godinama Klub je imao preko 400 aktivnih članova s 11 sekcija, a na čelu Predsjedništva bio je Enver Raljević. Posebna pažnja posvećivana je stručnom radu i školovanju mladih šahista.
Nakon nezavisnosti Bosne i Hercegovine ŠK „Sarajevo“ je nastavio natjecanje u Premijer lige Bosne i Hercegovine. Posljednjih godina klub se natječe u Prvoj ligi Federacije Bosne i Hercegovine.

### Najveći klupski uspjeh
Najveći klupski uspjeh bosanskohercegovačkog šaha na međunarodnoj sceni postignut je 1994. godine kada je združena ekipa ŠK „Sarajevo“ i ŠK „Bosna“ pod nazivom „Bosna-Sarajevo“ osvojila titulu klupskog prvaka Europe u šahu. U toj ekipi nastupio je svjetski prvak Gari Kasparov. Šahovski klub „Sarajevo“ više od 60 godina u travnju mjesecu uspješno organizira međunarodne šahovske festivale, a bio je i organizator 10 međunarodnih turnira svjetske kategorije. Za vrijeme agresije na Bosnu i Hercegovinu jedini šahovski klub u Sarajevu koji je imao stalnu aktivnost bio je ŠK „Sarajevo“. Čak i u razdoblju 1992.-1995. godina redovno su organizirani šahovski festivali na kojima je bilo više od 100 sudionika, a u doba potpune opsade kao međunarodni igrači igrali su članovi UNPROFOR-a. 1994. godine povodom 90. obljetnice Kluba organiziran je veliki brzopotezni turnir u hotelu Holiday. Također, organizirani su turniri između pojedinih sarajevskih brigada, a prostorije Kluba su tada bile u ulici Kulina bana.
Šahovski klub „Sarajevo“ redovno organizira vikend šahovske turnire. U ŠK “Sarajevo” ponikli su mnogi majstori šaha, među kojima su najpoznatiji velemajstori Predrag Nikolić i Vesna Mišanović. U 2004. godini prilikom proslave 100 godina postojanja Kluba šahovski klub „Sarajevo“ je dobilo zlatnu zahvalnicu Grada Sarajeva.